# Прешкий Врх
Прешкий Врх (словен. Preški Vrh) — поселення в общині Равне-на-Корошкем, Регіон Корошка, Словенія. Висота над рівнем моря: 504,2 м.